# Acanthofrontia atricosta
Acanthofrontia atricosta là một loài bướm đêm thuộc phân họ Arctiinae, họ Erebidae.